# Цифрова фізика
Цифрова фізика (у фізиці і космології) — сукупність теоретичних поглядів, які випливають з припущення, що Всесвіт описується інформацією, тобто він є обчислюваним. Спираючись на цю думку, можливо зробити висновок, що Всесвіт може розумітися як результат роботи деякої комп'ютерної програми або як деякий вид цифрового обчислювального пристрою (або пристрою, який є математично ізоморфний даному).
Цифрова фізика заснована на одній або декількох нижчезазначених гіпотезах, перерахованих у порядку зростання сміливості припущень. Всесвіт, або реальність:
- інформаційний (хоча не кожна інформаційна онтологія повинна бути обчислювана);
- обчислюваний;
- Може описуватися або моделюватися у цифровій формі;
- цифровий;
- Має властивості обчислювальної системи. Його поведінка може бути результатом роботи цієї системи.

## Історія
Очевидно, що кожен комп'ютер повинен бути сумісним з принципами теорії інформації, статистичної термодинаміки і квантової механіки. Фундаментальний зв'язок між цими областями запропонував Едвін Джейнс у двох працях зі статистичної механіки. Крім того, Джейнс ретельно пропрацював інтерпретацію теорії ймовірностей як узагальнення аристотелівської логіки, яка є придатною для того, щоб зв'язати фундаментальну фізику та цифрові комп'ютери, оскільки вони розроблені для виконання операцій класичної логіки і, аналогічно — алгебри логіки.
Гіпотезу про те, що Всесвіт є цифровим комп'ютером, вперше висунув Конрад Цузе у книзі «Rechnender Raum» («Обчислювальний простір», переведена на англійську мову як Calculating Space). Термін «цифрова фізика» використовував Едвард Фредкін, який потім віддав перевагу терміну «цифрова філософія». Серед тих, хто розглядав Всесвіт як гігантський комп'ютер можна виділити Стівена Вольфрама , Юргена Шмідхубера і нобелівського лауреата Герарда 'т Гофта. Ці автори вважали, що безперечно ймовірна природа квантової фізики не обов'язково є несумісною з ідеєю обчислюваності. Квантову версію цифрової фізики нещодавно запропонував Сет Ллойд, Девідом Дойчем і Паолою Ціцці.
Схожі ідеї розглядає теорія протоальтернатив Карла Фрідріха фон Вайцзеккера, панкомп'ютаціоналізм, обчислювальна теорія Всесвіту, теорія «речовини з інформації» («it from bit») Джона Вілера і гіпотеза математичного Всесвіту (кінцевий ансамбль) Макса Тегмарка.

## Цифрова фізика

### Огляд
Цифрова фізика припускає, що існує програма, яка обчислює у реальному часі еволюцію Всесвіту. Комп'ютер, що містить таку програму може бути, наприклад, гігантським клітинним автоматом (Цузе, 1967) або Універсальною машиною Тюрінга (за припущенням Шмідхубера(1997). Він звернув увагу на те, що існує дуже коротка програма, яка може обчислити всі можливі обчислюваності Всесвіту асимптотично оптимальним шляхом.
Були спроби ототожнити поодинокі фізичні частинки з бітами. Наприклад, якщо елементарна частинка, така як електрон, переходить з одного квантового стану в інший, то це може розглядатися як зміна значення біта, наприклад, з 0 на 1. Одиничного біта досить для опису одиничного квантового переходу даної частинки. Оскільки Всесвіт здається складеним з елементарних часток, поведінка яких може бути повністю описана їх квантовими переходами, то мається на увазі, що вона може бути повністю описана за допомогою інформації. Кожен інформаційний стан і кожна зміна цього стану є зміною інформації (вимагає маніпуляції одним або кількома бітами). Не беручи до уваги темну матерію і темну енергію, які нині[коли?] погано зрозумілі, відомий Всесвіт складається з приблизно 1080 протонів і приблизно такого ж числа електронів. Звідси випливає, що Всесвіт може бути просимульований на комп'ютері, здатному зберігати і маніпулювати 1090  бітами. Якщо така симуляція в дійсності існує, то надтюрингові обчислення є неможливими.
Петльова квантова гравітація підтримує цифрову фізику в тому, що вона вважає простір-час квантованим. Паола Ціцці сформулювала осмислення цієї ідеї в тому, що називається «обчислювальна петльова квантова гравітація», або ВПКГ («computational loop quantum gravity», CLQG). Інші теорії, які об'єднували аспекти цифрової фізики з петльовою квантовою гравітацією, були висунуті Анналіза Марцуіолі і Маріо Разетті та Флоріаном Джіреллі і Етері Лівіні.

### Протоальтернативи Вайцзеккера
Теорія протоальтернатив фізика Карла Фрідріха фон Вайцзеккера вперше була представлена в книзі Einheit der Natur («Єдність природи»; 1971) (перекладена англійською в 1980 році як The Unity of Nature) і надалі розроблялася в книзі Zeit und Wissen («Час і пізнання»; 1992). Ця теорія є різновидом цифрової фізики, оскільки аксіоматично припускає, що квантовий світ складається з відмінності між емпірично спостережуваними, двійковими альтернативами. Вайцзеккер використав свою теорію для встановлення тривимірності простору і для оцінки ентропії протона, що падає в чорну діру.

### Панкомп'ютеціоналізм, або Теорія обчислюваного Всесвіту
Панкомп'ютеціоналізм (також «пан-комп'ютеціоналізм», «природний комп'ютеціоналізм») — це погляд на Всесвіт як на велику обчислювальну машину або, скоріше, як на мережу обчислювальних процесів, що розраховують наступний стан фундаментальних фізичних законів (динамічно розвиває) з поточного стану.

### «Все з біта» («it from bit») Вілера
Слідом за Джейнсом і Вайцзеккером фізик Джон Арчибальд Вілер писав:
Чи не є нерозумним уявити, що інформація знаходиться в ядрі фізики так само, як в ядрі комп'ютера.

Все з біта («it from bit»). Іншими словами, все існуюче — кожна частка, кожне силове поле, навіть сам просторово-часовий континуум — отримує свою функцію, свій сенс і, зрештою, саме своє існування — навіть якщо в якихось ситуаціях не безпосередньо — з відповідей, видобутих нами за допомогою фізичних приладів, на питання, які передбачають відповідь «так» чи «ні», з бінарних альтернатив, з бітів. «Все з біта» («it from bit») символізує ідею, що всякий предмет і подія фізичного світу має в своїй основі — у більшості випадків в досить глибокій основі — нематеріальне джерело і пояснення; те, що ми називаємо реальністю, виростає в кінцевому рахунку з постановки «так-ні» -питань та реєстрації відповідей на них за допомогою апаратури; коротко кажучи, всі фізичні сутності в своїй основі є інформаційно-теоретичними та що Всесвіту для свого буття необхідна наша участь (див. Антропний принцип). (Джон Арчибальд Вілер 1990: 5)
Девід Чалмерс з Австралійського національного університету так підсумував погляди Дж. Вілера:
Вілер (1990) запропонував, що інформація фундаментальна для фізики Всесвіту. Відповідно до цієї доктрини «все з біта» («it from bit») закони фізики можуть бути виражені в термінах інформації, які стверджують різні стани, що надає початок різним ефектам, фактично без пояснення, що це за стани. Важлива тільки їх позиція в інформаційному просторі. Якщо це так, то інформація також є природним кандидатом на роль у фундаментальній теорії свідомості. Ми прийшли до концепції дійсності, за якою інформація істинно фундаментальна, і за якою вона володіє двома базовими аспектами, відповідними фізичній стороні дійсності і тій яка сприймається.
Крістофер Ланган також посилив погляди Вілера в своїй епістемологічній метатеорії:
Майбутнє теорії дійсності за Джоном Вілером:

У 1979 славетний фізик Джон Вілер, виробивши неологізм «чорна діра», знайшов йому гарне філософське застосування в назві дослідницької праці «За межами Чорної Діри», у якій він описує Всесвіт як самозбуджувану схему. Робота включає ілюстрацію, на якій одна частина великої літери U, яка, судячи з усього, означає Всесвіт (Universe), оснащена великим і досить розумним оком, що пильно розглядає іншу сторону, якою воно, судячи з усього, оволодіває через спостереження як чуттєвою інформацією. За своїм розташуванням око означає сенсорний або когнітивний аспект дійсності, можливо навіть людини-спостерігача всередині Всесвіту, в той час як ціль сприйняття ока зображує інформаційний аспект дійсності. Завдяки цим додатковим аспектам здається, що Всесвіт може бути, в деякому сенсі, але не обов'язково в загальному вжитку, описаним як «такий що усвідомлює» і «інтроспективний» … можливо, навіть «інфокогнітівний».
Мабуть, перше формальне подання ідеї про те, що інформація, можливо, є фундаментальною величиною в ядрі фізики належить Фредеріку Кантору, фізику з Колумбійського університету. Книга Кантора «Інформаційна механіка» (Wiley-Interscience, 1977) детально розробляє цю ідею, але без математичної суворості.
Найважчим завданням у програмі Вілера з дослідження цифрового розпаду фізичного існування в об'єднаній фізиці, за його власними словами, був час. 1986 року в хвалебній промові математику Герману Вейлю він проголосив: «Серед усіх понять зі світу фізики час надає найбільший опір скиненню зі світу ідеального континууму в світ дискретності, інформації, бітів … З усіх перешкод до повного розуміння основ буття жодне не маячить на горизонті так жахливо, як „час“. Пояснити час? Неможливо без пояснення буття. Розкриття глибокого і прихованого зв'язку між часом і буттям … це задача для майбутнього». Австралійський філософ-феноменолог Майкл Елдер прокоментував це так:
Антиномія між континуумом і часом щодо питання буття … за словами Вілера є причиною занепокоєння, що кидає виклик майбутній квантовій фізиці, викликаного як воно є волею до влади над реальністю що рухається, для «досягнення чотирьох перемог» (там само) … Отже, ми повернулися до проблеми «розуміння квантовості як заснованої на вельми простій і — коли ми зрозуміємо це — абсолютно очевидній ідеї» (там само), з якої може бути виведений часовий континуум. Тільки так воля до математично обчислюваної влади над динамікою, тобто рухом у часі, буття в цілому могла бути задоволена.

### Цифрова або інформаційна фізика
Не кожен інформаційний підхід до фізики (або онтології) є неодмінно цифровим. За Лучано Флориді, „інформаційний структурний реалізм“ є варіантом структурного реалізму, який підтримує онтологічне зобов'язання світу, що складається з повноти інформаційних об'єктів, які динамічно взаємодіють один з одним . Такі інформаційні об'єкти повинні розумітися як вимушені аффорданси.
Цифрова онтологія і панкомп'ютеціоналізм також є незалежними. Зокрема, Джон Вілер відстоював перший, але нічого не говорив про останній(див. Цитату в попередній секції).
З одного боку, панкомп'ютеціоналісти, такі, як Ллойд (2006), які конструювали Всесвіт як квантовий комп'ютер, можуть досі підтримувати аналогову або гібридну онтологію; з іншого боку, інформаційні онтологи, такі як Сайрі і Флориди, не приймають ні цифрову онтологію, ні позицію панкомп'ютеціоналістів.

## Підстави обчислюваності

### Машини Тюрінга
Інформатика заснована на понятті машини Тюрінга, уявної обчислювальної машини, вперше описаної Аланом Тюрінгом 1936 року. Попри її простоту, теза Черча — Тюрінга припускає, що машина Тюрінга може вирішити будь-яку „коректну“ задачу (в інформатиці задача вважається „розв'язуваною“, якщо вона може бути вирішена в принципі, тобто за скінченний час, що не обов'язково є скінченним часом, який має значення для людей). Тому машина Тюрінга встановлює принципову „верхню межу“ обчислювальної потужності, на відміну від можливостей, що даються гіпотетичними гіперкомп'ютер.
Принцип обчислювальної еквівалентності Стівена Вольфрама вагомо виправдовує цифровий підхід. Цей принцип, якщо він правильний, означає, що все може бути обчислено однією по суті простою машиною, реалізацією клітинного автомата. Це один із способів здійснення традиційної мети фізики: пошуку простих законів і механізмів для всієї природи.
Цифрова фізика фальсифікована тим, що менш потужний клас обчислювачів не може симулювати потужніший клас. Таким чином, якщо наш Всесвіт є гігантською симульованою дійсністю, ця симуляція виконується на обчислювачі, що за потужністю принаймні не поступається машині Тюрінга. Якщо людство досягне успіху в побудові гіперкомп'ютера, то це означатиме, що машина Тюрінга не має достатньої потужності для симуляції Всесвіту.

### Теза Черча— Тюрінга (Дойча)
Класична теза Черча — Тюрінга вимагає, щоб будь-який обчислювач, еквівалентний за потужністю машині Тюрінга, міг би, в принципі, обчислювати все, що може обчислювати людина, якщо їй дано достатньо часу. Суворіша версія, не приписувана Черчу або Тюрінгу, вимагає, щоб універсальна машина Тюрінга могла обчислювати все що завгодно, таким чином вимагаючи неможливості побудови „супермашини Тюрінга“, яку називають гіперкомп'ютером. Але межі практичних обчислень встановлюються фізикою, а не інформатикою:
„Тюрінг не показав ні що його машини можуть розв'язати будь-яке завдання, яке може бути розв'язаним“ інструкціями, явно сформульованими правилами або процедурами. „Він довів, що універсальна машина Тюрінга“ може обчислювати будь-яку функцію, яку будь-який комп'ютер будь-якої архітектури може обчислювати». Він довів, що його універсальна машина Тюрінга може обчислювати будь-яку функцію, що може обчислювати будь-яка машина Тюрінга; і він висунув філософський аргумент на підтримку цього, тезу, тут названу тезою Тюрінга. Але ця теза, торкаючись області ефективних методів (тобто області процедур певного виду, які здатна виконувати не забезпечена допомогою машин особа), не зачіпає процедури, які здатні виконувати машини, навіть відповідно до «явно сформульованих правил». Серед набору машинних операцій можуть бути такі, що не зможе виконати жодна не забезпечена допомогою машин людина".
З іншого боку, якщо зроблено дві додаткові гіпотези, такі як:
- Гіперобчислення завжди вимагають справжніх нескінченностей;
- Справжніх нескінченностей у фізиці не існує, то результуючий комбінований принцип обов'язково полягає у встановлені Тюрінгом рамки.

Як висловився Девід Дойч:
«Зараз я можу сформулювати фізичну версію принципу Черча — Тюрінга: „Кожна скінченна доступна розумінню фізична система може бути повністю симульованою за допомогою універсальної машини для обчислення моделей, діючої скінченними методами“. Це формулювання чіткіше і більш фізичне, ніж запропоноване Тюрінгом».(Курсив доданий)
Ця комбінована гіпотеза іноді називається «сильною тезою Черча — Тюрінга» або тезою Черча — Тюрінга — Дойча.

## Критика
Критики цифрової фізики, включаючи фізиків, що працюють в області квантової механіки, виступають проти неї за низкою причин.

### Неперервності фізичних симетрій
Одне із заперечень полягає в тому, що моделі цифрової фізики, які існують нині, несумісні з існуванням деяких неперервних ознак фізичних симетрій, наприклад обертова симетрія, трансляції простору, симетрія Лоренца і електрослабкої симетрії, які є центральними для поточної фізичної теорії.
Захисники цифрової фізики заявляють, що такі неперервні симетрії — лише зручні (і вельми гарні) наближення дискретної реальності. Наприклад, міркування, що приводять до систем природних одиниць і висновку про те, що довжина Планка є мінімальною значущою одиницею довжини, пропонують, що на деякому рівні простір є сам по собі квантовим.